# Эдвардс, Крис
Кристофер «Дибс» Дэвид Эдвардс (род. 20 декабря 1980, Лестер, Англия) — английский музыкант, бас-гитарист британской рок-группы Kasabian.

## Биография
Кристофер Дэвид Эдвардс родился 20 декабря 1980 года в городе Лестер. Его отец преподавал в колледже для девочек в Северном Лестере (SJNCC Leicester). Его мать занимается фотографией и часто путешествует вместе с группой, фотографируя их концерты.
Эдвардс — бас-гитарист в группе Kasabian, которую он создал вместе со своими товарищами: Томом Мейганом, Серджо Пиццорно и Кристофером Карлоффом. Недавно Крис появился в рекламе пива Carlsberg. Эдвардс также является фанатом футбольной команды Лидс Юнайтед.

## Оборудование
Крис — большой фанат бас-гитар Fender Jazz из-за их тонкого грифа и играет в основном на Fender Jazz Bass, параллельно используя на концертах Fender Jaguar, Rickenbacker 4003 и Hofner Violin bass.
Впервые взял бас-гитару в руки в 18 лет. Начал своё обучение, беря пример с бас-гитаристов The Verve и Oasis. Позже его примером для подражания стал Ноэль Реддинг, известный как бас-гитарист, игравший вместе с Джимми Хендриксом.